# Bicarbonato de potasio
El bicarbonato de potasio (también denominado carbonato de hidrógeno potasio o carbonato ácido de potasio) es un compuesto inorgánico con la fórmula química KHCO3. Es un sólido blanco.

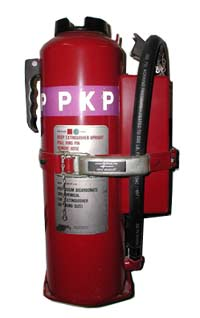
Un extintor de incendio conteniendo bicarbonato de potasio.

## Producción y reactividad
Se obtiene tratando una solución acuosa de carbonato de potasio con dióxido de carbono:
K2CO3 + CO2 + H2O → 2 KHCO3
La descomposición del bicarbonato se produce a temperaturas de 100 a 120 °C:
2 KHCO3 → K2CO3 + CO2 + H2O
Esta reacción se emplea para preparar carbonato de potasio de alta pureza.

## Usos

### Alimentos y bebidas
Este compuesto es una fuente de dióxido de carbono para levar panificados. Puede ser sustituido por bicarbonato de sodio para aquellas personas que deben seguir una dieta con bajo contenido de sodio, y es un ingrediente del polvo para hornear bajo en sodio.
Como base económica y no tóxica, se usa ampliamente en diversas aplicaciones para regular el pH o como reactivo. Ejemplos son como agente tampón en medicamentos y aditivo en vinificación.
A menudo el bicarbonato de potasio se agrega a la soda para mejorar el sabor, y atenuar el efecto de la efervescencia.

### Extintores de incendio
El bicarbonato de potasio es usado como agente de supresión ("Producto químico seco BC") en algunos extintores de productos químicos secos, como el componente principal del Purple-K químico seco, y en algunas aplicaciones de extinción de incendio por aerosol condensado. Es el único agente químico seco de extinción de incendios reconocido por la Asociación Nacional de Protección contra Incendios de EE. UU. Para la extinción de incendios en los sitios de rescate de accidentes de aeropuertos. Es aproximadamente dos veces más eficaz en la extinción de incendios que el bicarbonato de sodio.

### Agricultura
El bicarbonato de potasio tiene un uso generalizado en los cultivos, especialmente para neutralización de los suelos ácidos.
El bicarbonato de potasio es un fungicida efectivo contra oídio y sarna del manzano, permitido para su uso en agricultura orgánica.
El bicarbonato de potasio es un agente de eliminación por contacto para la barba de viejo cuando se mezcla 1/4 taza cada 4 litros de agua.

## Historia
La palabra saleratus, del latín sal æratus que significa "sal aereada", que fue utilizada originalmente en el siglo XIX, hace referencia tanto al bicarbonato de potasio como al bicarbonato de sodio.